# توم بوتير
توم بوتير (بالإنجليزية: Tom Potter)‏ هو سياسي أمريكي، ولد في 12 سبتمبر 1940 في مسيسيبي في الولايات المتحدة. حزبياً، نشط في الحزب الديمقراطي.